# 2100-те
2100-те години са първото десетилетие на XXII век, обхващащо периода от 1 януари 2100 г. до 31 декември 2109 година.